# Montech
Montech är en kommun i departementet Tarn-et-Garonne i regionen Occitanien i södra Frankrike. Kommunen ligger i kantonen Montech som tillhör arrondissementet Montauban. År 2022 hade Montech 6 657 invånare.

## Befolkningsutveckling
Antalet invånare i kommunen Montech
| Referens: INSEE |

## Monument

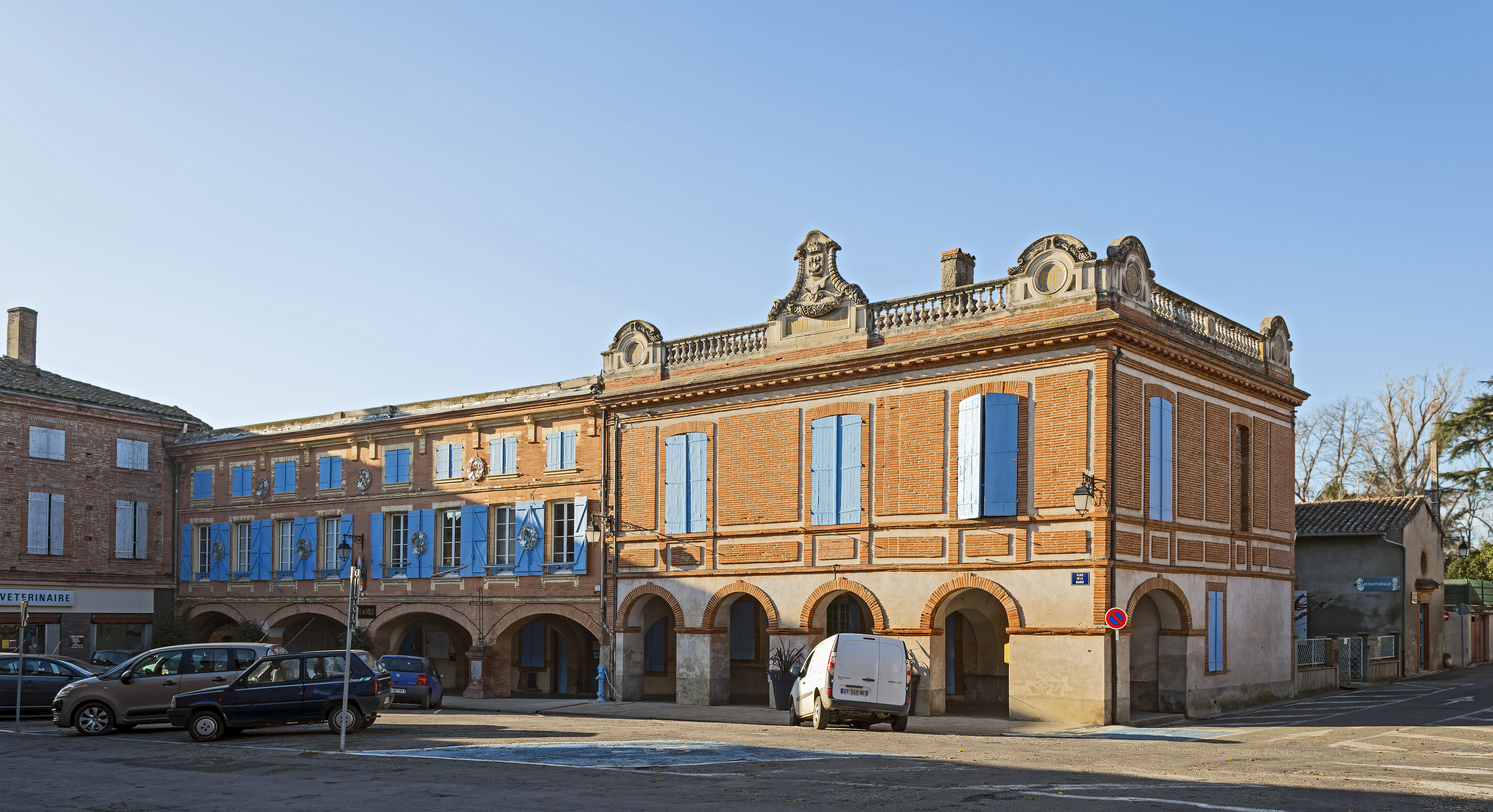
Stadshus
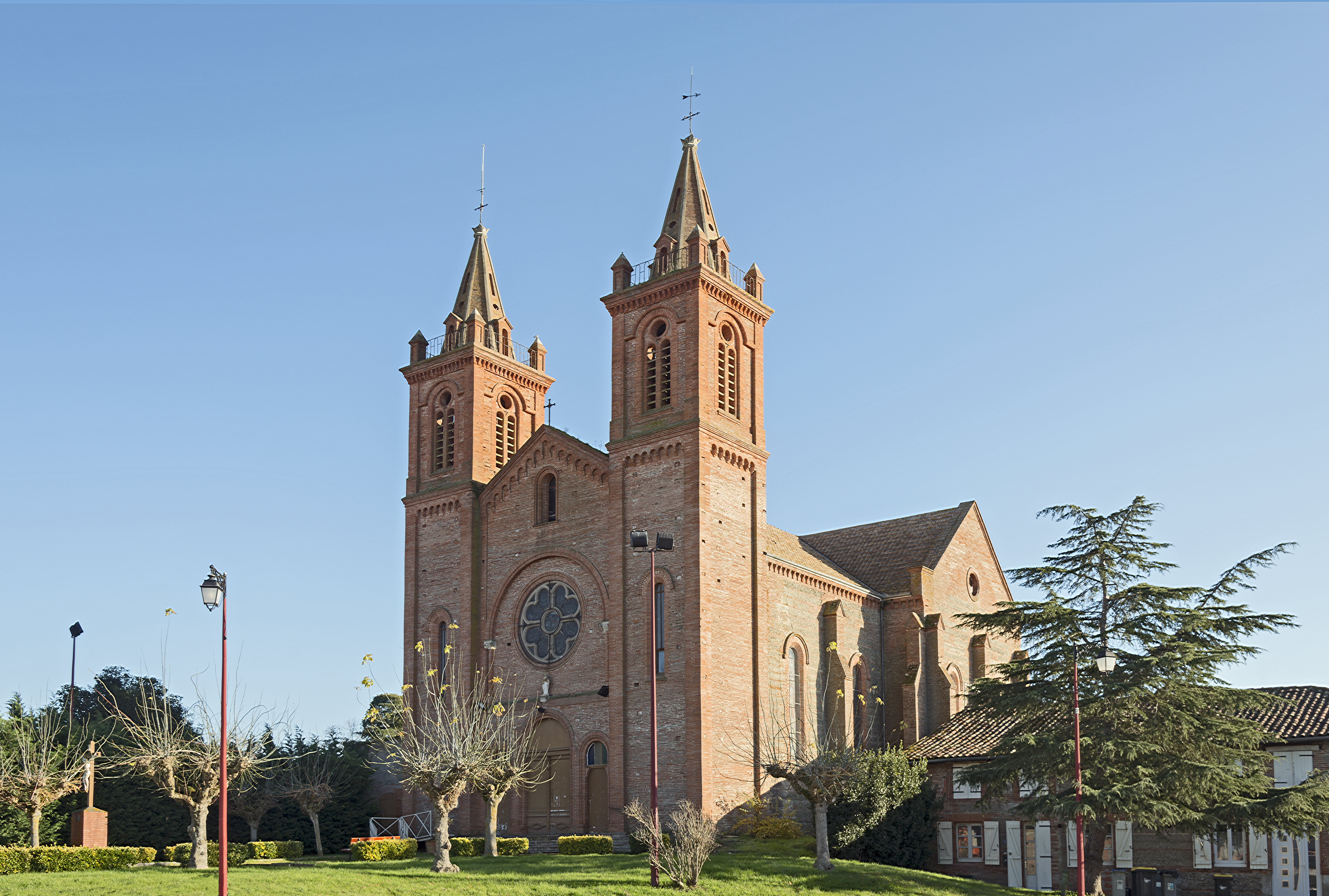
Kyrkan "Our Lady of Feuillade"
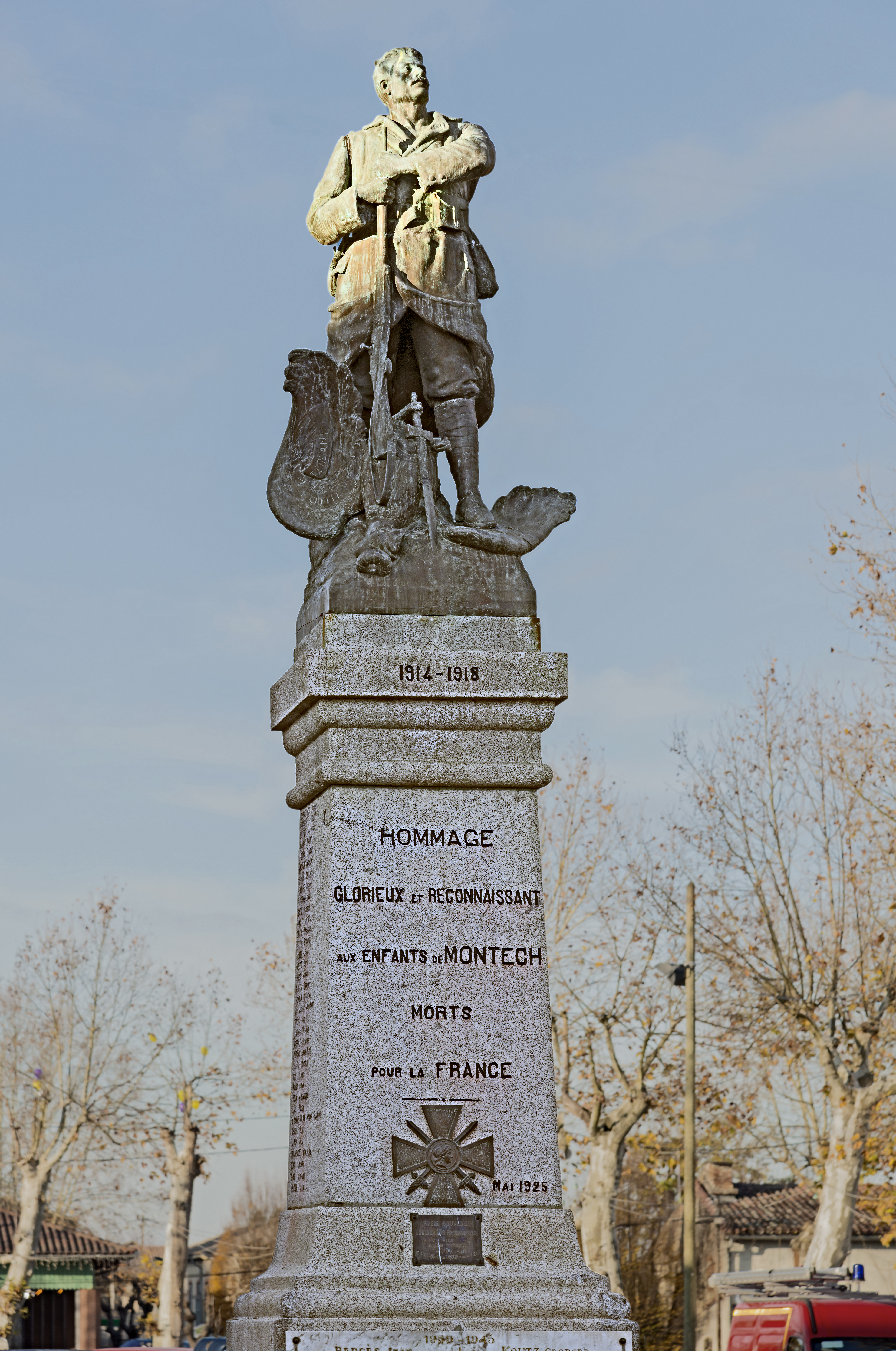
Krigsmonument
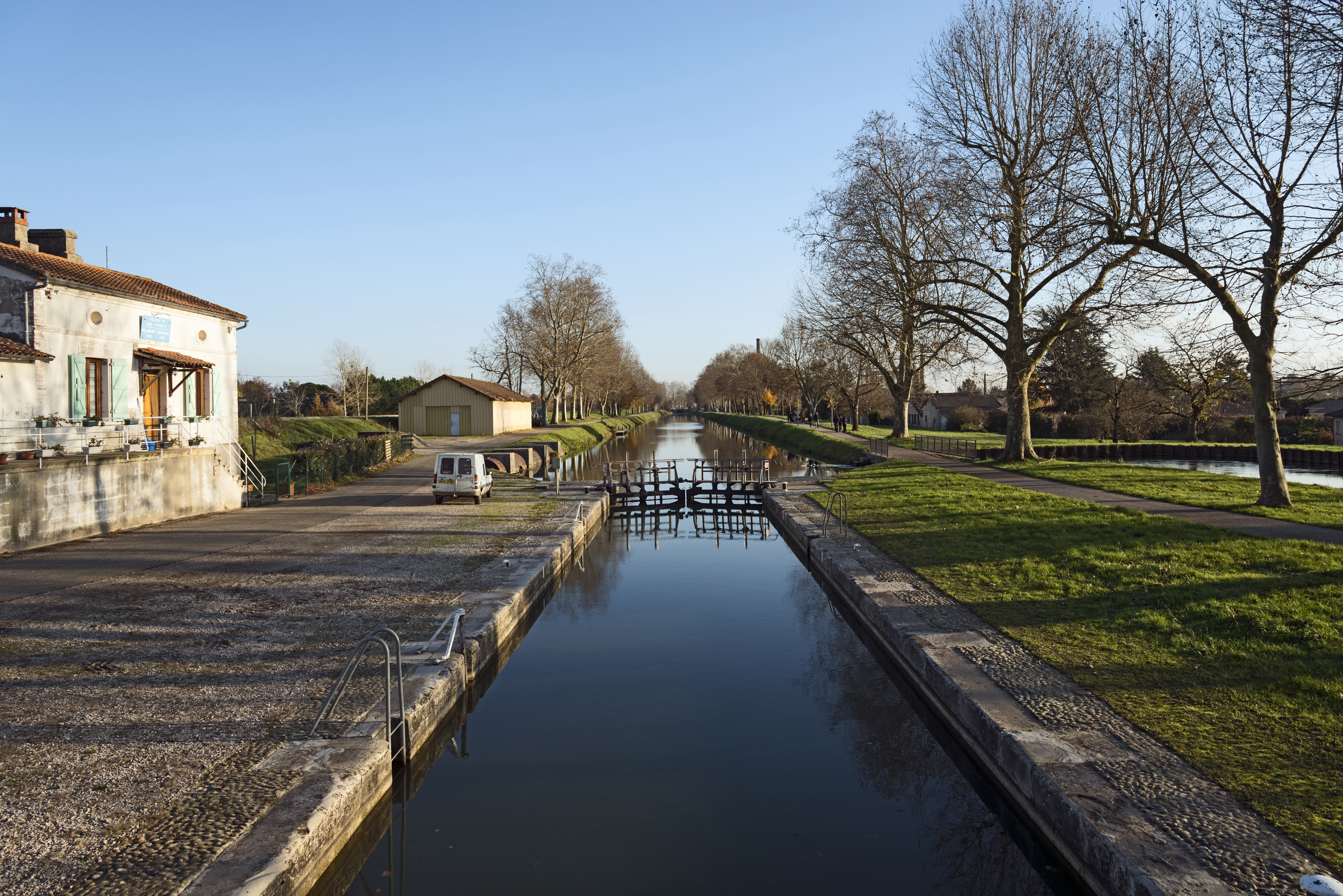
Canal lås av Peyrets
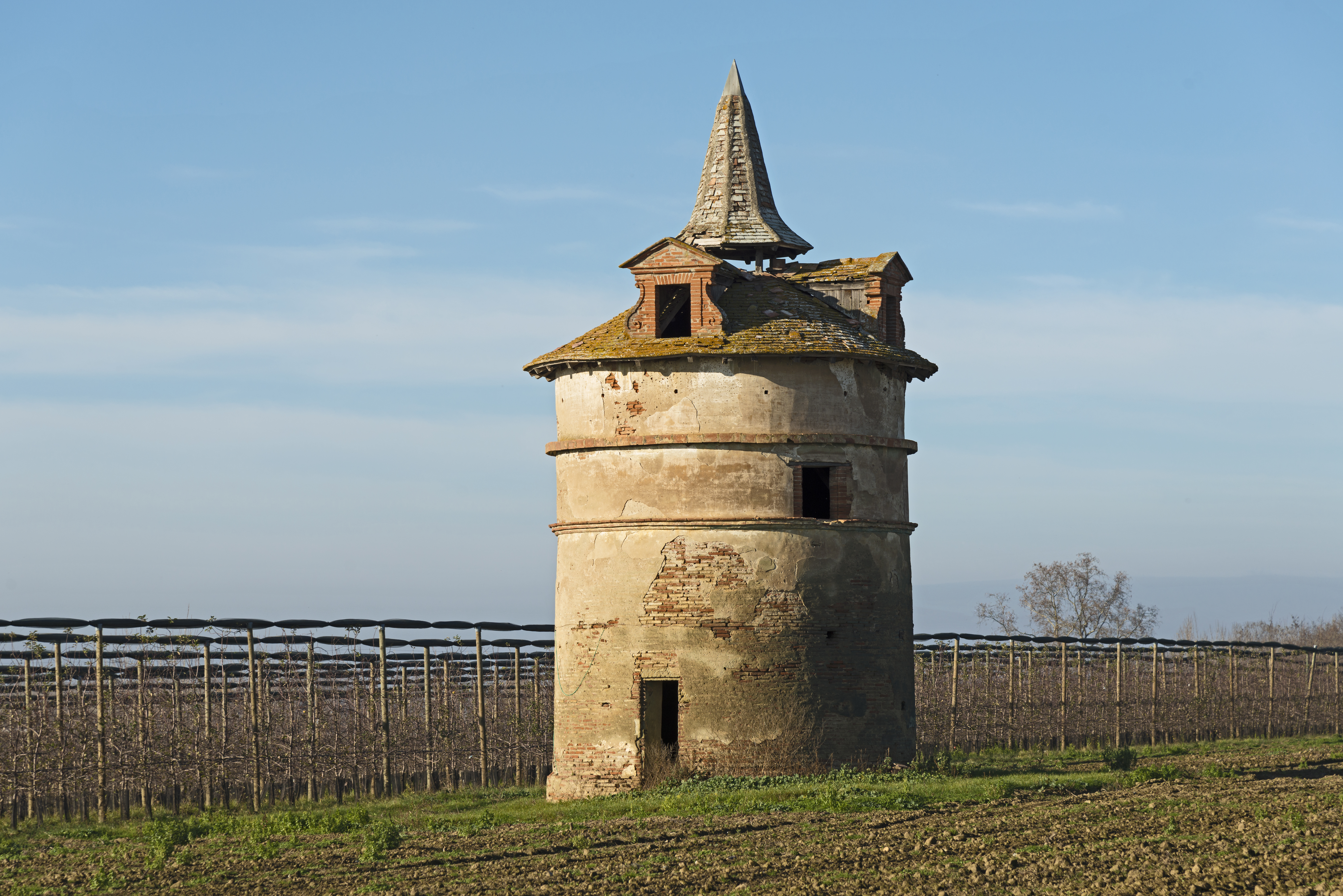
Duvslaget i St. Cr